# Eckhard Schneider (Politiker)
Eckhard Schneider (* 3. März 1952 in Groß Börnecke) ist ein deutscher Politiker (CDU). Er war von 1990 bis 1994 Mitglied im Landtag Sachsen-Anhalt.

## Ausbildung und Leben
Eckhard Schneider besuchte die 10-klassige Oberschule in Groß Börnecke und machte 1969 bis 1972 eine Lehre. Danach absolvierte er den Kriegsdienst in Mecklenburg. Nach einer Weiterbildung über den zweiten Bildungsweg arbeitete er 1980 bis 1986 als leitender Mitarbeiter in einem privatwirtschaftlichen Betrieb. Danach erfolgte die Gründung eines eigenen Betriebes zur Herstellung und Großhandel biologischer Lehrmittel und Tierpräparate. 
Eckhard Schneider, der evangelischer Konfession ist, ist verheiratet und hat drei Kinder.

## Politik
Eckhard Schneider trat 1972 der CDU der DDR bei. Nach der Wende wurde er 1990 Mitglied des Kreisvorstandes der CDU Staßfurt, Kreisvorsitzender der Mittelstandsvereinigung Staßfurt und Landesvorsitzender der Mittelstandsvereinigung Sachsen-Anhalt. Er war Vorsitzender der CDU-Fraktion und Mitglied des Kreisausschusses im Kreistag Staßfurt. Er wurde bei der ersten Landtagswahl in Sachsen-Anhalt 1990 im Landtagswahlkreis Staßfurt (WK 27) direkt in den Landtag gewählt. Anfang Mai 1993 schloss sich Eckhard Schneider der DSU-Fraktion an, worauf der Fraktionsvorsitzende der DSU-Fraktion, Joachim Auer, austrat und den Rest der Wahlperiode fraktionslos blieb.